# Cercier
Cercier é uma comuna francesa na região administrativa de Auvérnia-Ródano-Alpes, no departamento da Alta Saboia. Estende-se por uma área de 11.46 km². Em 2010 a comuna tinha 700 habitantes (densidade: 61,1 hab./km²).